# نيكي كيد
نيكي كيد (بالإنجليزية: Nikki Kidd) هي لاعب هوكي الحقل بريطانية، ولدت في 14 أغسطس 1987.

## وصلات خارجية
- نيكي كيد على موقع اتحاد ألعاب الكومنولث (مؤرشف) (الإنجليزية)
- نيكي كيد على موقع دورة ألعاب الكومنولث 2006 (مؤرشف) (الإنجليزية)